# Bhutan i olympiska sommarspelen 2004
Bhutan i olympiska sommarspelen 2004 bestod av 2 idrottare som blivit uttagna av Bhutans olympiska kommitté.

## Bågskytte
Herrar
| Idrottare    | Gren         | Rankningsomgång | Rankningsomgång | 32-delsfinaler             | Sextondelsfinaler        | Åttondelsfinaler     | Kvartsfinaler        | Semifinaler          | Final                | Final            |
| Idrottare    | Gren         | Poäng           | Seed            | Motståndare Resultat       | Motståndare Resultat     | Motståndare Resultat | Motståndare Resultat | Motståndare Resultat | Motståndare Resultat | Placering        |
| ------------ | ------------ | --------------- | --------------- | -------------------------- | ------------------------ | -------------------- | -------------------- | -------------------- | -------------------- | ---------------- |
| Tashi Peljor | Individuellt | 627             | 52              | de Grandis (FRA) W 161-136 | Prylepau (BLR) L 152-155 | Gick inte vidare     | Gick inte vidare     | Gick inte vidare     | Gick inte vidare     | Gick inte vidare |

Damer
| Idrottare        | Gren         | Rankningsomgång | Rankningsomgång | 32-delsfinaler       | Sextondelsfinaler            | Åttondelsfinaler     | Kvartsfinaler        | Semifinaler          | Final                | Final            |
| Idrottare        | Gren         | Poäng           | Seed            | Motståndare Resultat | Motståndare Resultat         | Motståndare Resultat | Motståndare Resultat | Motståndare Resultat | Motståndare Resultat | Placering        |
| ---------------- | ------------ | --------------- | --------------- | -------------------- | ---------------------------- | -------------------- | -------------------- | -------------------- | -------------------- | ---------------- |
| Tshering Chhoden | Individuellt | 600             | 54              | Lin (CHN) W 159-156  | Kumari (IND) L 134-134 (4-7) | Gick inte vidare     | Gick inte vidare     | Gick inte vidare     | Gick inte vidare     | Gick inte vidare |